# Superwoman (personaggio)
Superwoman è il nome dato a numerosi personaggi pubblicati nel corso degli anni dalla DC Comics, molti dei quali, come la popolare Supergirl, sono donne con poteri simili a quelli di Superman. Il nome "Superwoman" fu originariamente un copyright di Detective Comics nello sforzo di prevenire che la concorrenza ne potesse fare uso. Come era prevedibile, fu creata una copia non ufficiale di un fumetto dal titolo Superwoman. La copertina fu una riproduzione di More Fun Comics con la ristampa di contenuti interni del terzo numero. La prima vera apparizione di Superwoman, che solitamente fu pensato come una pista di inizio per l'introduzione successiva di Kara Zor-El nei panni di Supergirl, fu pubblicata nella serie Action Comics.

## Biografia del personaggio

### Lois Lane
La comparsa del nome "Superwoman" nei fumetti della DC fu in una storia di Action Comics dove Lois Lane sognò di ricevere i suoi poteri da una trasfusione di sangue da Superman, che lanciò la sua carriera come Superwoman.
Il tema fu ripreso nel fumetto di Superman del 1947 in cui un paio di maghi fraudolenti gettarono un incantesimo su Lois, facendole credere di avere i superpoteri. Superman fu costretto a giocare d'astuzia per un po', utilizzando la super velocità per intervenire invisibilmente nelle avventure di Lois, aiutandola con l'illusione. La famosa giornalista indossò un costume modellato sulla falsariga di quello di Superman prima che l'incantesimo "si spezzasse". Un'altra storia da Action Comics vide Lois ottenere realmente i superpoteri a causa di un'invenzione di Lex Luthor, che la lanciò in una breve carriera come "Superwoman".
Fumetti successivi presentarono sporadiche storie in cui Lois Lane ottenne i superpoteri e lavorò come una specie di Super Donna, ma tutte queste, come la storia di cui sopra del 1951, solo temporaneamente, per poi perderli alla fine della storia. Un tipico esempio di questi poteri che vanno e vengono fu dalla Superman Family, dove la Lois Lane di Terra-2 ottenne i poteri da suo marito (Superman di Terra-2) attraverso gli effetti inaspettati di una pianta esotica extraterrestre che Superman portò in casa. La morte di questa pianta fece cessare i suoi effetti. Un altro esempio potrebbe essere quello della miniserie Batman/Superman: The World Finest dove Mr. Mxyzptlk trasformò Lois in Superwoman, con tanto di poteri e costume, per un brevissimo periodo.
Alla fine di All-Star Superman n. 2, Lois Lane fu presentata con un siero di una formula chiamata "Exo-Genes" creata da Superman, che le permise di avere i suoi poteri per 24 ore, e divenne Superwoman. Durante le sue avventure con i poteri kryptoniani, fu corteggiata da due super umani chiamati "Samson" (Sansone) e "Atlas" (Atlante), e fu catturata da un'Ultrasfinge temporale. I suoi poteri svanirono alla fine del giorno. È da notare che il suo costume sembra essere fortemente somigliante a quello della sua controparte dell'Universo anti-materiale (vedi sotto) ma con i colori utilizzati anche da Superman; entrambi i costumi furono disegnati da Frank Quitely.
Nel 2011, durante la continuity New 52, Lois e Lana Lang assistono alla morte di Superman (alla fine dell'arco narrativo La morte di Superman), e vengono investite dalle radiazioni solari emanate dal suo corpo; questa versione di Lois non è innamorata di Superman, che ha una storia con Wonder Woman; ha addirittura rivelato l'identità di Superman in un articolo del Daily Planet, esponendo il kriptoniano ai suoi nemici e al governo. Mentre il nome Superman viene preso sia da un Superman di un'altra Terra (una versione simile a quella pre-Flashpoint, scappata sulla Terra-52 con la moglie Lois ed il figlio Jonathan) sia da Lex Luthor, Lois e Lana diventano entrambe Superwoman: Lois ha i poteri classici di Clark, mentre Lana quello nuovo di assorbire l'energia solare e rilasciarla in altre forme. Nel nuovo corso DC Rebirth, Lois/Superwoman sparisce (apparentemente) dopo un combattimento con un Bizarro femmina, a causa del sovraccarico di energia solare (Superman era morto allo stesso modo); la Lois di un'altra Terra prenderà il suo posto al Planet.

### Luma Lynai
Una donna dal distante pianeta Staryl, Luma Lynai vinse il cuore di Superman. Proprio come Superman prende i suoi poteri dal Sole giallo, Luma prende i suoi poteri di volo e superforza da un sole arancione. La loro relazione non fu duratura, dato che Luma si ammalò gravemente sotto i raggi del sole giallo, e Superman non poteva lasciare la Terra indifesa. Fisicamente somigliava molto alla Kara Zor-El adulta, con un costume simile, tranne per il fatto che invece di essere rosso e blu con una "S" in un pentagono, il costume di Luma era bianco e verde con una "S" circolare in un cerchio.

### Sindacato del Crimine d'America

#### Terra-3
Nel 1964, fu introdotta una controparte malvagia di Wonder Woman da un universo alternativo chiamata "Superwoman". Questa Superwoman era un membro del Sindacato del Crimine d'America, una controparte malvagia della Justice League of America del mondo parallelo di terra-3. Superwoman, come Wonder Woman, era un'amazzone, e ne possedeva poteri simili come la super forza, il volo e l'utilizzo del lazzo magico, che solo lei poteva farne cambiare la forma in ciò che desiderava.
La versione pre-Crisi di Superwoman fu uccisa mentre tentava di salvare la Terra-3 dall'onda anti-materiale distruttiva di Anti-Monitor.

#### Terra Anti-Materiale
Nella continuità post-Crisi, come stabilito nel fumetto del 1998 JLA: Earth 2 di Grant Morrison, Superwoman (ed il resto del Sindacato del Crimine), veniva da un mondo parallelo simile alla Terra, ma localizzata in un universo parallelo (anche casa del pianeta Qward).
Superwoman continuò a comparire occasionalmente come membro del Sindacato del Crimine, e più recentemente comparve in alcune storie di Superman e di Justice League of America. A differenza della sua controparte pre-Crisi, il suo lazzo magico non cambiava forma, ma rilasciava delle inibizioni di coloro che vi restavano intrappolati (proprio come Wonder Woman li costringeva a dire la verità). Possedeva anche la vista calorifica, come quella di Superman.
Parlando di alias di Lois Lane, Superwoman è un'amazzone per nascita, e si fece strada fino a divenire l'editore capo del Daily Planet nel "Mondo del Patriarca". Nella sua comparsa prese le sembianze dell'identità segreta di Wonder Woman, Diana Prince. Superwoman infastidì i suoi colleghi. Per esempio, la Cat Grant anti-materiale una volta rispose alle domande di Superman riguardo al suo futuro, "probabilmente punzecchiare Jimmy Olsen"; Cat Grant si riferì anche a Superwoman, chiamandola "Regina Cagna".
L'unico civile che conosceva l'identità segreta di Superwoman era Jimmy Olsen, che, come un deviante sessuale, faceva tutto ciò che lei gli chiedeva in cambio di restare a guardarla mentre si cambiava per indossare il costume e ricevendone in regalo alcuni pezzi. Jimmy era così infatuato che ignorava gli insulti e le frecciatine, anche quando lei lo insultò dicendogli, "La Spia di Superwoman, ecco come ti chiamano i giornali" - un chiaro riferimento al "L'Amico di Superman, Jimmy Olsen" (come mostrato in JLA: Earth 2).
Sempre nella storia JLA: Earth 2, Ultraman odiava la frigidità che Superwoman aveva verso di lui. Nel frattempo, portava avanti una relazione con Owlman, e ne approfittano per lanciarsi in appuntamenti amorosi mentre Ultraman non guarda. Tuttavia, dalla sua Fortezza Fluttuante (controparte anti-materiale della Fortezza della Solitudine), Ultraman non esitò a lanciare spari d'avvertimento di visione calorifica verso di loro quando li trovava insieme.

#### Terra-3
In 52 Settimana 52, una ricreazione di Terra-3 fu mostrata come parte del nuovo multiverso. Nella descrizione erano versioni alternative dei personaggi della Justice Society of America originale, inclusa Wonder Woman. Il personaggio non fu identificato in 52, ma successivamente in Countdown to Final Crisis, che la identificò come la Superwoman della Società del Crimine d'America, in un mondo alternativo che è una versione alterata di Terra-2. Basato su un commento di Grant Morrison, questa terra-3 non è la versione pre-Crisi, facendo sì che questa nuova versione non abbia alcuna connessione con le versioni precedenti. Grant Morrison suggerì anche che la Superwoman di Terra-3 e quella anti-materiale esistevano entrambe in una continuità post-52; il Sindacato del Crimine e la Società del Crimine potrebbero addirittura avere avuto un incontro annuale, come quello delle Justice League con la Justice Society.
Come l'interazione del personaggio anti-materiale, essa è infatti la controparte di Wonder Woman e di Lois Lane, nonostante la possessione di abilità kryptoniane come la vista calorifica. In Countdown, fu reclutata dall'armata del Monarca ma i suoi occhi si concentrarono su Red Robin, Jason Todd di Nuova Terra che aveva o non aveva portato addosso della kryptonite.

### La Superwoman di Mxyzptlk
In Superman n. 349, Superman ritornò da una missione interstellare solo per scoprire che chiunque sulla terra era di sesso opposto. Tra di loro vi erano Penny White (controparte femminile di Perry White), Jenny Olsen (controparte femminile di Jimmy Olsen), Louis Lane (controparte maschile di Lois Lane), Batwoman (controparte femminile di Batman, più che il personaggio corrente), Wonder Warrior (controparte maschile di Wonder Woman), Black Condor (controparte femminile di Black Canary), e la stessa Superwoman (la sua controparte femminile). Credendo di essere in un mondo parallelo, Superman volò nello spazio dove trovò un portale dimensionale, bloccato, però, da una barriera invisibile. Superman notò che il parallelismo scomparve quando vide che Superwoman e Clara Kent (presumibilmente la sua identità segreta) erano due persone differenti.
Dopo una battaglia con Superwoman, Superlad (controparte maschile di Supergirl), e Wonder Warrior, Superman capì che dietro a questo mondo alterato c'era Mr. Mxyzptlk. Lo capì anche grazie alla discrepanza che vedeva Clara Kent e Superwoman come due persone differenti. Tuttavia, il più grande errore di Mxyzptlk fu di aver invano dato una propria controparte femminile al gruppo di nemici di Superwoman all'obitorio del Daily Planet; tutti i nemici di Superwoman erano versioni di sesso opposto dei nemici di Superman - ad eccezione di Mxyzptlk. Superman scoprì così di essere sulla Terra e non in un universo parallelo, che Mxyzptlk aveva modificato con la sua magia. Dopo aver utilizzato il lazzo di Wonder Warrior per costringere Mxyzptlk a dire il suo nome al contrario facendolo così ritornare alla sua dimensione d'origine, gli effetti della sua magia (inclusa l'esistenza di Superwoman) svanirono, facendo tornare il mondo alla normalità.

### Laurel Kent
Una nuova Superwoman di nome "Laurel", una controparte femminile di Superman di un mondo parallelo, comparve per la prima volta in Superman/Batman, e fu presentata in un numero successivo. Nell'universo alternativo di Terra-11, esistevano versioni di sesso opposto della Terra-1: esistevano Batwoman, Superlad, ed una versione femminile di Darkseid conosciuta come "La Regina Oscura".
Nel dicembre 2007, Superwoman e Batwoman furono inserite in Countdown Presents: The Search for Ray Palmer: Superwoman/Batwoman n. 1. Presentò la Terra-11 come parte del nuovo multiverso DC e presentò la versione maschile di Wonder Woman chiamato Wonder Man, originario da una società di amazzoni maschi. Descrisse anche la versione di quel mondo di Amazons Attack!.

### Kristin Wells
Un'altra versione di Superwoman, questa una versione eroica, arrivò nella forma di Kristin Wells, che fu creata dallo scrittore di Superman Elliot S! Maggin. Wells comparve per la prima volta nella storia "Miracle Monday", ma successivamente si presentò come Superwoman nelle pagine di DC Comics Presents. Il personaggio di Wells è un discendente di Jimmy Olsen del XXIX secolo. Wells viaggiò nel tempo fino al XX secolo, dove la tecnologia che si portò dietro da futuro le diede i superpoteri. Questo personaggio comparve brevemente in Superman: What Happened To The Man of Tomorrow?

### Dana Dearden
La fanatica di Superman, Dana Dearden, uscì con Jimmy Olsen per avvicinarsi al suo eroe, e quando questo non funzionò rubò alcuni manufatti mistici che le diedero la forza di Ercole, la velocità (ed il volo) di Mercurio, il fulmine di Zeus, e la vista di Heimdall. Dana indossò un costume verde e porpora, con "Superwoman" scritto sui gambali, e auto-definendosi Superwoman, e tentò di fare innamorare Superman di lei. Lui rifiutò e Jimy Olsen le affibbiò il nome di Obsession. Invano tentò di aiutare Superman nel salvare alcune persone da una nave in fiamme. Quando Superman fu diviso nelle sue forme d'energia Blu e Rosso, Superwoman ritornò sperando che uno dei Supermen ritornasse sui suoi passi, ma intervenne Maxima, ed utilizzò la sua telepatia per convincerla che con il suo amore avrebbe ucciso Superman. L'illusone telepatica svanì e Dana tentò ancora una volta di vincere Superman, ma stavolta in un costume rosso e blu come il suo, e dichiarando di essere sua moglie. Dana morì tentando di proteggerlo dai demoni, dato che sapeva che Superman era vulnerabile alla magia.

### Lucy Lane
Lucy Lane comparve per la prima volta come Superwoman in Supergirl n. 35, e il suo costume si rifaceva al costume della Superwoman della Bronze Age, Kristin Wells, e aveva un capo di contenimento che simulava i poteri kryptoniani. Tuttavia, l'identità di Lucy non fu rivelata fino alla fine della storia. Durante la sua presenza come Superwoman, fu ricattata da suo padre, il Generale Sam Lane, nell'eseguire atti criminosi come l'uccidere l'Agente Libertà, che era stato spiato dal generale e da Lex Luthor. Successivamente attaccò Reactron, che rivelò ai lettori che lei non era kryptoniana. Supergirl la smascherò, e la uccise accidentalmente rompendo il campo di contenimento della sua tuta, causando la contorsione e l'esplosione del suo corpo.

### Altri usi
Varie storie dei fumetti, pre- e post-Crisi, offrirono uno scorcio di un possibile futuro in cui varie incarnazioni di Supergirl potevano eventualmente cambiare i loro nomi in codice in Superwoman. Un esempio è il numero di Superman Family del 1980, in cui tutte le storie furono ambientate nell'allora futuristico 1999 o 2000 in cui i personaggi erano appropriatamente invecchiati, inclusa una Linda Denvers più matura, che divideva il suo tempo tra il ruolo di Superwoman e quello di Governatore della Florida. Alternativamente, alcune storie assunsero che un discendente femminile di Superman poteva assumere il nome di Superwoman, come sua figlia Kara e la sua pro-nipote Lara della serie Elseworld, Superman & Batman: Generations.

## Altri media
Una versione di Superwoman comparve in Lois & Clark - Le nuove avventure di Superman, nella terza stagione, nell'episodio dal nome "Ultra Woman". Clark perse i suoi poteri quando un laser di kryptonite rossa lo colpì e li trasferì a Lois. Entrambi erano all'oscuro dell'avvenuto, finché Lois non abbatté un portone d'acciaio a mani nude. La Signora Kent, le confezionò un costume e Clark la presentò a Metropolis come Ultrawoman.
Gina Torres presterà la voce a Superwoman nel film animato Justice League: Crisis on two Earths.
| Controllo di autorità | VIAF (EN) 2881153411873741700005 · LCCN (EN) no2018103867 |